# Kitee

Kitee é uma cidade e município da Finlândia. Está localizado na região da Carélia do Norte, parte da província da Finlândia Oriental. O município tem uma população de 9 936 (31 de março de 2021) e uma área de 1 724,41 km² com 275,61 km² de água. A densidade populacional é de 11,48 habitantes por km².
A cidade é conhecida por ser o berço da banda de metal sinfônico Nightwish. Tanto a primeira vocalista Tarja Turunen quanto o tecladista e principal compositor/letrista Tuomas Holopainen nasceram nela. A banda Nattvindens Gråt também se originou lá. A única língua oficial do município é o Finlandês.